# Список керівників держав 73 року
В даній статті представлені керівники державних утворень. Також фрагментарно наведені керівники нижчого рівня та деякі релігійні предстоятелі. З огляду на неможливість точнішого датування певні роки владарювання наведені приблизно.

## Європа
- Боспорська держава — Рескупорід II (68-93)
- правитель Дакії Дурас (68-87)
- Ірландія — верховний король Еллім мак Конрах (60-80 (згідно з «Історією» Джеффрі Кітінга) або 56-76 (згідно з «Хроніками Чотирьох Майстрів»)).
- Римська імперія
  - імператор Веспасіан (69-79).
    - консули Доміціан і Луцій Валерій Катулл Мессалін
      - легат Римської Британії Квінт Петіллій Церіал (71-74)
      - Верхня Германія — Гней Пінарій Корнелій Клемент (72-75)
      - Нижня Германія — Авл Марій Цельс (71-73); по ньому — Луцій Ацилій Страбон (73-78)

## Азія
- Адіабена — Монобаз II (55-70-ті)
- Анурадхапура — Васабха (66-111)
- Аріяка — раджа (цар) Нагапана Кшагарата (до 78)
- Велика Вірменія — цар Трдат I (до 88)
- цар Елімаїди Фраат (приблизно 70-90)
- Іберійське царство — Мітрідат I (58-106)
- Китай — Династія Хань — Лю Чжуан (57-75)
- Когурьо — Тхеджохо (53-146)
- Кушанська імперія — Кудзула Кадфіз (46-85)
- Набатейське царство — цар Раббель II Сотер (70/71-106)
- Осроена — цар Абгар VI (71-91)
- Пекче — ван Тару (29-77)
- Парфія — Вологез I (до 78)
- Царство Сатаваханів — магараджа Пуріндрасена (62-83)
- Сілла — ван Тхархе (57-80)
- Харакена  — Аттамбел V (до 73/74)
- шаньюй Хунну Ді Чжан (63-85)
  - прокуратор Юдеї — Луцілій Басс (71-72); по ньому — Луцій Флавій Сільва Ноній Басс (до 80)
  - префект Римської Сирії (72 — 73-74)
  - намісник провінції Азія Тит Клодій Епрій Марцелл (70-73); по ньому — Авл Дуценій Гемин (73-74)

## Африка
- Царство Куш — цариця Аманікаташан (62-85)
  - префект Римського Єгипту Тиберій Юлій Луп (71-73)